# أحبك.. أحبك والبقية تأتي
أُحبُّك.. أُحبُّكِ والبقية تأتي، مجموعة شعرية من مؤلفات الشاعر العربي السوري نزار قباني، صدرت في عام 1978، عن منشورات نزار قباني في بيروت، لبنان.